# Capitaine George K. H. Coussmaker
Capitaine George K.H. Coussmaker (en anglais, Captain George K. H. Coussmaker (1759–1801)) est un portrait à l'huile sur toile du peintre anglais Joshua Reynolds qu'il réalisa en 1782.

## Sujet
George Keene Hayward Coussmaker est né à Londres en 1759 de Evert et Mary Coussmaker, et est entré dans l'armée comme enseigne dans le 1er régiment de gardes à pied en 1776. Il a été promu lieutenant en 1778  et capitaine en 1788, mais n'a jamais vu le service actif et a pris sa retraite en 1795. Il épousa Catherine Southwell en 1790 et fut père de deux enfants, George et Sophia (plus tard, baronne de Clifford). Il mourut en 1801.
Coussmaker a posé vingt-et-une fois pour Reynolds et son cheval huit fois entre le 9 février et le 16 avril 1782. Reynolds a été payé 205 livres, plus 10 guinées pour le cadre. Le portrait est resté chez Coussmaker et ses descendants jusqu'en 1884 quand il a été vendu à William Kissam Vanderbilt et légué au Metropolitan Museum of Art en 1920. Les conservateurs du musée décrivent l'image comme « une œuvre exceptionnellement fine... La composition est complexe et le tout vigoureusement peint. »